# Hugh Falconer
Pour les articles homonymes, voir Falconer.
Hugh Falconer (29 février 1808 – 31 janvier 1865) est un géologue, paléontologue paléoanthropologue et botaniste écossais.

## Biographie
Il naît à Forres en Écosse, plus jeune fils de David Falconer. En 1826, il obtient sa licence à l'université d'Aberdeen où il étudie l'histoire naturelle puis il obtient son doctorat en médecine à l'université d'Édimbourg où il suit les cours de botanique du professeur R. Graham (1786-1845) et de géologie de Robert Jameson, le professeur de Charles Darwin.
Falconer devient chirurgien assistant au Bengale pour le compte de la compagnie anglaise des Indes orientales en 1830. Il étudie les fossiles de la région d'Ava en possession de la Société royale du Bengale. Ses descriptions publiées peu après, lui donnent une position reconnue parmi les scientifiques travaillant aux Indes. Au début de 1831, il est nommé dans un poste militaire à Meerut.

### Les collines des Siwalik
Il est superintendant du jardin botanique de Saharanpur en Inde de 1832 à 1842. Durant cette période, il étudie les fossiles de mammifères des collines des Siwalik. Il observe de longues périodes de stases dans le processus d'évolution suivies par de courtes périodes d'évolutions rapides.
Falconer et ses associés découvrent des fossiles de singes dans les années 1830 dans les strates du Tertiaire dans les collines des Siwalik. Cette découverte est sans doute la première du genre. Toujours dans la même région, il met au jour des os de crocodiles, de tortues et d'autres animaux. Avec ses collègues, il montre l'existence d'une riche faune subtropicale incluant des restes de mastodontes, de Sivatherium et de tortues géantes Testudo atlas. Il publie aussi une étude géologique des collines des Siwaliks (Siwalik Hills). Ses travaux lui valent la médaille Wollaston en 1837 partagée avec Proby Thomas Cautley (1802-1871).

### Premier retour en Europe
En 1834, à la demande de la commission du Bengale, Falconer soumet un rapport préconisant l'introduction du thé noir en Inde pour entrer en compétition avec le thé de Chine.
La maladie le force à revenir en Europe en 1842, il ramène avec lui 70 coffres de plantes séchées et 48 casiers de fossiles. Il voyage ensuite à travers l'Europe en faisant des observations géologiques. Il est élu membre de la Royal Society en 1845 et secrétaire de la Geological Society of London.

### Calcutta
En 1847, il devient directeur du jardin botanique de Calcutta et professeur de botanique au Medical College Kolkata. Il est conseiller auprès du gouvernement indien et de la société d'agriculture et d'horticulture du Bengale, et de facto au ministère de l'Agriculture. Il prépare un rapport sur les forêts de teck en Birmanie du sud, ce qui les sauve de la destruction par l'abattage intensif. Sur sa recommandation, la culture de Cinchona est introduite aux Indes.

### Second retour
De nouveau affecté par la maladie, il retourne en Europe en 1855. Il passe le reste de sa vie à examiner les fossiles d'Angleterre et du continent et à les comparer à ceux qu'il a découverts en Inde, notamment les mastodontes, éléphants et rhinocéros. Il décrit aussi de nouvelles espèces de mammifères dans les strates de Purbeck dans le Wessex. Se tournant vers la question de l'origine de l'espèce humaine, il travaille sur les restes fossiles de grottes de Sicile, Gibraltar, Gower et Brixham.
Falconer persuade en 1858 le géologue Joseph Prestwich de visiter Abbeville, où Boucher de Perthes a découvert des outils en silex dans les dépôts de gravier de la vallée de la Somme. Avec John Evans, Prestwich étudie les lits de graviers de Saint-Acheul. Ils confirment les découvertes de Boucher de Perthes et établissent ainsi l'antiquité de l'être humain. Le compte rendu de Prestwich dans les Proceedings of the Royal Society - actes de la Société Royal (1859-1860) est noté par certains historiens de la science comme la naissance de l'archéologie moderne.
Falconer est vice-président de la Royal Society de 1863 à 1864. Bien que malade et surchargé de travail, il rentre hâtivement de Gibraltar afin de soutenir Charles Darwin dans l'obtention de la médaille Copley en 1864. Il meurt à Londres le 31 juillet 1865 de troubles cardiaques et pulmonaires.

## Legs
Les notes de Falconer sur la botanique des plantes indiennes et du Cachemire, incluant 450 dessins, ont été déposées aux jardins botaniques royaux de Kew avec une partie des spécimens qu'il a rapportés. Un buste de Falconer peut être vu dans une des salles de la Royal Society et un autre à Calcutta. Une bourse Falconer de 100 £ a été instituée pour les étudiants en médecine de l'université d'Édimbourg. Un musée, le Musée Falconer, existe.
La fleur Rhododendron falconeri a été nommée par Joseph Dalton Hooker d'après son nom.

## Publications
- Hugh Falconer and Proby T. Cautley, Fauna Antiqua Sivalensis, being the Fossil Zoology of the Sewalik Hills, in the North of India, Part I, Proboscidea, London (1846), with a series of 107 plates by G. H. Ford appearing between 1846 and 1849.
- Palæontological memoirs and notes of the late Hugh Falconer, edited, with a biographical sketch, by Charles Murchison, M.D., 2 vols., London, R. Hardwicke (1868). (OCLC 2847098).
- Hugh Falconer, Darwin Correspondence Project: extended bibliography
- Falconer's works were documented in the Royal Society's Catalogue of Scientific Papers, vol. ii (1968).

### Autres
- Prestwich 1860 : Joseph Prestwich, On the Occurrence of Flint-Implements, Associated with the Remains of Animals of Extinct Species in Beds of a Late Geological Period, in France at Amiens and Abbeville, and in England at Hoxne, Philosophical Transactions of the Royal Society of London, 150, 1860, p. 277-317.
- Gamble, Moutsiou 2011 : Clive Gamble, Theodora Moutsiou, The time revolution of 1859 and the stratification of the primeval mind, Notes and records of The Royal Society, 2011, 65,1 .
- Schlanger 2012 : Nathan Schlanger, « Inventer la préhistoire. Pratiques antiquaires et naturalisations historiographiques », Les nouvelles de l'archéologie, 2012, 129, p. 42-46 .
- Raj et H. Otto Sibum, Histoire des sciences et des savoirs : Modernité et globalisation, 2015, Seuil, 467 p.